# Elijah B. Lewis
Elijah Banks Lewis (* 27. März 1854 in Coney, Dooly County, Georgia; † 10. Dezember 1920 in Montezuma, Georgia) war ein US-amerikanischer Politiker. Zwischen 1897 und 1909 vertrat er den Bundesstaat Georgia im US-Repräsentantenhaus.

## Werdegang
Elijah Lewis besuchte die öffentlichen Schulen seiner Heimat, das Spalding Seminary  und eine Handelsschule in Macon. Im Jahr 1871 zog er in die Stadt Montezuma im Macon County. Dort wurde er im Handel und im Bankgewerbe tätig. Gleichzeitig begann er als Mitglied der Demokratischen Partei eine politische Laufbahn.
In den Jahren 1894 und 1895 saß Lewis im Senat von Georgia. Bei den Kongresswahlen des Jahres 1896 wurde er im dritten Wahlbezirk seines Staates in das US-Repräsentantenhaus in Washington, D.C. gewählt, wo er am 4. März 1897 die Nachfolge von Charles R. Crisp antrat. Nach fünf Wiederwahlen konnte er bis zum 3. März 1909 sechs Legislaturperioden im Kongress absolvieren. In diese Zeit fiel der
Spanisch-Amerikanische Krieg von 1898. Damals kamen unter anderem die Philippinen und das Königreich Hawaiʻi unter amerikanische Verwaltung.
Im Vorfeld der Wahlen des Jahres 1908 wurde Lewis von seiner Partei nicht mehr für eine weitere Legislaturperiode im Kongress nominiert. Nach seinem Ausscheiden aus dem US-Repräsentantenhaus nahm er seine früheren Tätigkeiten in Montezuma wieder auf. Dort ist er am 20. Dezember 1920 auch verstorben.